# سوس العنكبوت
سوس العنكبوت أو تِتْرانيك (الاسم العلمي: Tetranychus)، جنس حشرات من فصيلة سوسيات عنكبوتية. هو واحد من أكثر الأجناس أهمية من الناحية الاقتصادية، بسبب قدرتها الكبيرة على تدمير الزراعة. يحتوي على أكثر من 140 نوعًا، أهمها سوس العنكبوت القراص (Tetranychus urticae).